# World Trade Center 7
Das World Trade Center 7 (auch Salomon Brothers Building; abgekürzt WTC 7 oder 7 WTC; deutsch Welthandelszentrum – Gebäude 7) war ein Wolkenkratzer in New York City. Er wurde 1987 eröffnet und stürzte am 11. September 2001 gegen 17:20 Uhr vollständig ein.
Der Einsturz war Folge der Terroranschläge jenes Tages auf die Zwillingstürme des World Trade Centers. Beim Kollaps des WTC 1 fielen Trümmer auf das benachbarte WTC 7 und lösten Brände aus, die auf mindestens sechs Stockwerke verteilt bis zu sieben Stunden lang unkontrolliert brannten. Wegen zerstörter Hauptwasserleitungen, einer ausgefallenen Sprinkleranlage und unzugänglicher Brandherde zog die Feuerwehr alle Rettungskräfte rund um das bereits instabile Gebäude ab. Das National Institute of Standards and Technology (NIST) stellte im November 2008 die Wärmeausdehnung einiger Stahlträger infolge der Brände und die folgende Überlastung von drei benachbarten Stützpfeilern als Hauptursache des Gebäudeeinsturzes fest und entkräftete verbreitete Verschwörungstheorien dazu.
Von 2002 bis 2006 wurde auf dem Grundstück das neue 7 World Trade Center erbaut.

## Geschichte

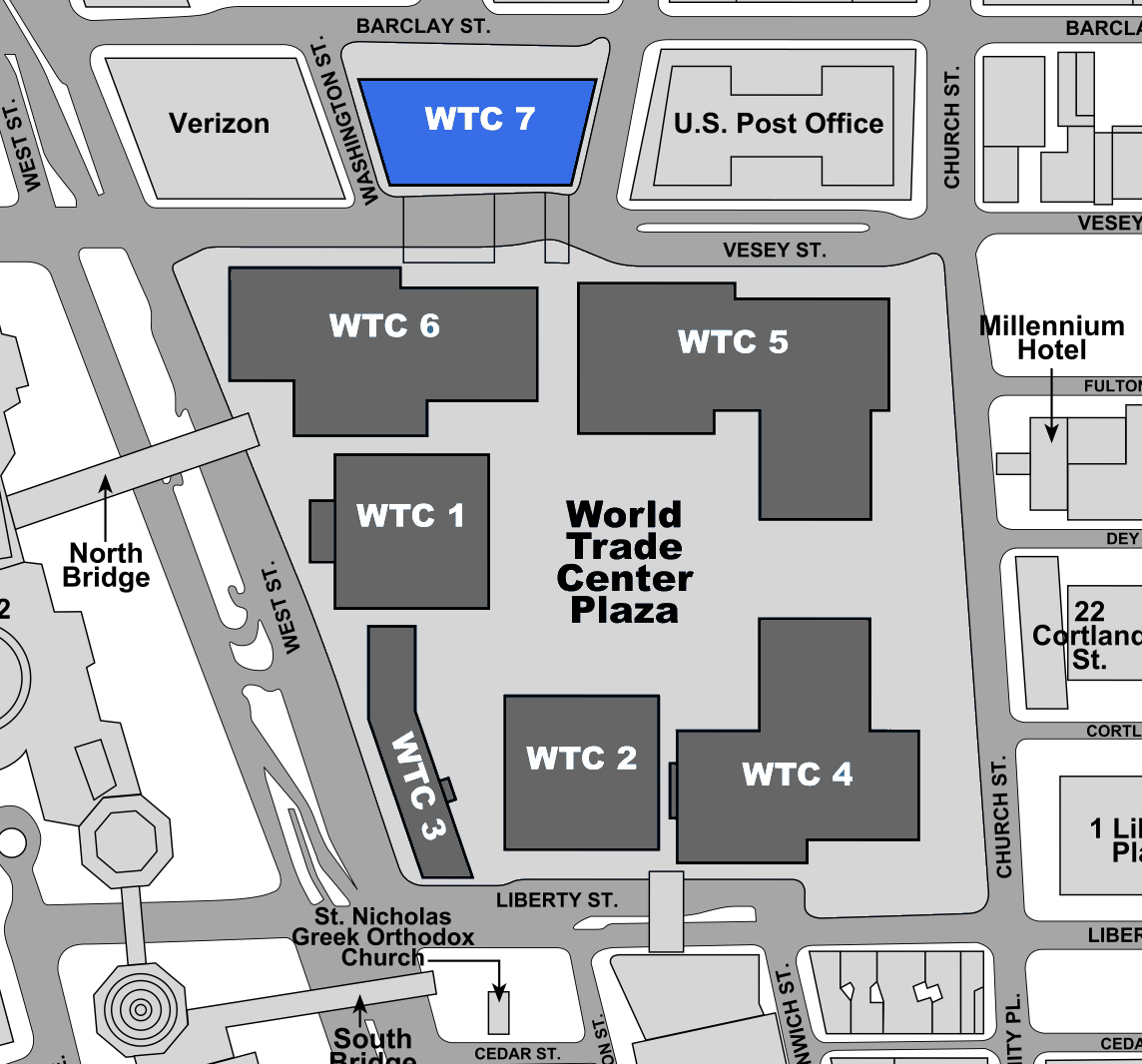
Lage des WTC 7 im WTC-Komplex

Das 186 Meter hohe WTC 7 wurde zwischen 1984 und 1987 als Teil des World-Trade-Center-Komplexes auf einem Grundstück der New Yorker Hafenbehörde in Lower Manhattan errichtet und im März 1987 eröffnet. Bauherr und Eigner war die Immobiliengesellschaft Silverstein Properties, der Entwurf stammte vom Architekturbüro Emery Roth & Sons, die Bauarbeiten wurden wie auch bei den Zwillingstürmen des World Trade Centers von Tishman Construction durchgeführt. Das WTC 7 stand außerhalb des eigentlichen World-Trade-Center-Vierecks nördlich der Vesey Street, war aber in Höhe des 3. Stockwerks mittels einer Promenade sowie einer Fußgängerbrücke mit dem Hauptkomplex des World Trade Centers verbunden. Der 47 Stockwerke zählende Wolkenkratzer hatte eine Gesamtnutzfläche von 200.000 Quadratmeter, von denen 174.000 Quadratmeter als Bürofläche konzipiert wurden. Als äußerliche Form wählten die Architekten gemäß dem Baugrundstück ein unregelmäßiges Trapez. An der Nordseite war das WTC 7 etwa 100 Meter lang, an der Südseite wies es eine Länge von 75 Metern auf und an der Ost- und Westseite war es 44 Meter breit. Das mit einer rötlichen Granitfassade versehene WTC 7 wurde zum Teil über einem bereits 1967 erbauten ConEdison-Umspannwerk errichtet.
1989 erfolgte im Auftrag des neuen Hauptmieters Salomon Brothers ein umfangreicher 200 Millionen US-Dollar teurer Umbau zu einem bis dahin einmaligen „Gebäude-im-Gebäude“. Bei diesen Umbaumaßnahmen wurden noch einmal zusätzlich mehr als 375 Tonnen Stahl verbaut, um die Stockwerke für die Sonderausstattung der Salomon Brothers zu verstärken. Nach dieser Neugestaltung wurde das WTC 7 auch Salomon Brothers Building genannt.
Am 11. September 2001 um 17:20 Uhr stürzte das Gebäude nach mehrstündigen Bränden infolge der Flugzeuganschläge auf die Zwillingstürme in sich zusammen. Dabei wurden einige benachbarte Gebäude erheblich beschädigt, darunter das westlich stehende 32-stöckige New York Telephone Building (140 West Street), das später für 1,4 Milliarden US-Dollar wieder restauriert werden konnte. Die nördlich stehende Fiterman Hall (30 West Broadway) der City University of New York musste vollständig abgerissen werden. 2012 wurde auf dem Grundstück die neue Fiterman Hall eröffnet.
Im Juni 2002 erhielt der Immobilienunternehmer Larry Silverstein als Eigentümer des WTC 7 von der Versicherung Industrial Risk Insurers eine Summe von 861 Millionen US-Dollar. Davon mussten 489,4 Millionen US-Dollar für Hypotheken, die noch auf dem eingestürzten WTC 7 lasteten, an die Blackstone Group und Bank of America Securities zurückgezahlt werden. Von November 2002 bis Mai 2006 wurde das 228 Meter hohe 7 World Trade Center auf dem Grundstück des am 11. September 2001 eingestürzten WTC 7 erbaut.

## Mieter 2001
Die Eigentümerfirma des WTC 7 Silverstein Properties vermietete Büroflächen an Finanz- und Versicherungsunternehmen sowie Regierungseinrichtungen.
| Etage      | Mieter                                                 | Funktion                                                                    |
| ---------- | ------------------------------------------------------ | --------------------------------------------------------------------------- |
| 46.–47.    | Citigroup / Salomon Smith Barney (SSB)                 | Haustechnik                                                                 |
| 26.–45.    | Citigroup / Salomon Smith Barney (SSB)                 | Investmentbanking                                                           |
| 25.        | US-Verteidigungsministerium (DOD)                      | US-Regierungsbehörde                                                        |
| 25.        | Central Intelligence Agency (CIA)                      | US-Bundesbehörde                                                            |
| 24.–25.    | Internal Revenue Service (IRS)                         | US-Steuerbehörde                                                            |
| 23.        | Office of Emergency Management (OEM)                   | Katastrophenstab der Stadt New York                                         |
| 22.        | Federal Home Loan Bank                                 | Hypothekenbank                                                              |
| 21.        | First State Management Group                           | Investmentgesellschaft                                                      |
| 19.–21.    | ITT Hartford Insurance Group                           | Versicherungsgesellschaft                                                   |
| 19.        | National Association of Insurance Commissioners (NAIC) | Versicherungsverband                                                        |
| 18.        | Equal Employment Opportunity Commission (EEOC)         | US-Bundesbehörde                                                            |
| 15.–17.    | Citigroup / Salomon Smith Barney                       | Investmentbanking                                                           |
| 14.        | Kein Mieter                                            | unvermietet                                                                 |
| 13.        | Provident Financial Management                         | Finanzunternehmung                                                          |
| 13.        | American Express                                       | Finanzunternehmung                                                          |
| 11.–13.    | United States Securities and Exchange Commission (SEC) | US-Börsenaufsicht                                                           |
| 9.–10.     | U.S. Secret Service                                    | US-Bundesbehörde                                                            |
| 7.–8.      | American Express Bank International                    | Bankgesellschaft                                                            |
| 7. (z. T.) | Office of Emergency Management (OEM)                   | 3 Generatoren + Tanks für OEM                                               |
| 6.         | Citigroup / Salomon Smith Barney (SSB)                 | Schaltanlage, Lagerräume                                                    |
| 5.         | Citigroup / Salomon Smith Barney (SSB)                 | Schaltanlage, 12 Generatoren, Transformatoren                               |
| 4.         | Citigroup / Salomon Smith Barney (SSB)                 | Öffnung zur Lobby im 3. Stock, Schaltanlagen                                |
| 3.         | Citigroup / Salomon Smith Barney (SSB)                 | Lobby, SSB Konferenzcenter, Managementräume, Mieträume                      |
| 2.         | Citigroup / Salomon Smith Barney (SSB)                 | Öffnung zur Einganglobby, Schaltanlage, Traforaum                           |
| 1.         | Citigroup / Salomon Smith Barney (SSB)                 | Eingangslobby, Laderampen, Energieversorgung, Schaltanlage, Treibstofflager |

## Einsturz

### FEMA-Untersuchungsbericht
Im September 2002 veröffentlichte die Federal Emergency Management Agency (FEMA) einen vorläufigen Untersuchungsbericht zum Einsturz des WTC 7, der sich auf die bekannten Gebäudedaten, Video- und Fotomaterial sowie Aussagen von Augenzeugen stützte und ausdrücklich eine gründlichere Untersuchung verlangte.
Der Bericht stellte durch Trümmer entstandene Schäden der Stockwerke 24, 25 und 39 bis 46 an der äußeren Südwestseite des Gebäudes sowie an der Fassade zwischen der achten und achtzehnten Etage fest. Unregelmäßige Brandherde wurden an der Südseite auf den Stockwerken 6, 7, 8, 10, 11 und 19, Feuer an der Ostseite auf den Stockwerken 11, 12, 13 und 28 und der Westseite auf der 29. und 30. Etage sowie Feuer und Rauch aus den unteren Stockwerken festgestellt. Angenommen wurde ein Kollaps von tragenden Bauelementen im Gebäude, der dem außen sichtbaren Gesamteinsturz vorausging und in unteren Stockwerken des östlichen Gebäudeteils begann. Gewichtsverlagerungen hätten dann auch Transferträger und/oder Stützpfeiler im Mittelteil einknicken und versagen lassen. Dieser Prozess habe sich in den westlichen Gebäudeteil ausgedehnt. FEMA vermutete Einsturzszenarien, die zwischen dem vierten und siebten Stockwerk ausgelöst wurden. Von welchem versagenden Trägerelement in welchem Stockwerk der Gesamtkollaps eingeleitet worden sei, könne erst nach zukünftigen genauen Einzelstudien festgestellt werden.
| Ablauf des WTC-7-Einsturzes | Ablauf des WTC-7-Einsturzes             |
| --------------------------- | --------------------------------------- |
| 17:20:33 Uhr                | Das WTC 7 beginnt einzustürzen.         |
| 17:21:03 Uhr                | Das östliche Penthouse stürzt ein.      |
| 17:21:08 Uhr                | Das westliche Penthouse stürzt ein.     |
| 17:21:09 Uhr                | An der Dachkante bildet sich ein Knick. |
| 17:21:10 Uhr                | Der Rest des Gebäudes stürzt ein.       |

### NIST-Untersuchungsbericht

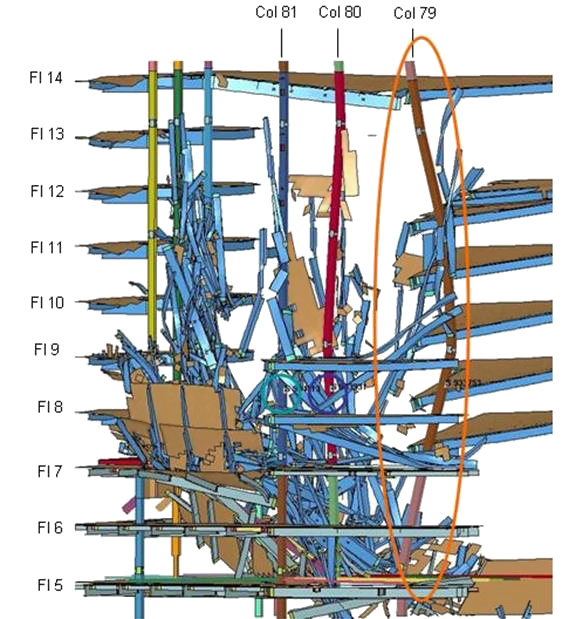
NIST-Modell zum Einknicken der Pfeiler Nummer 79, 80 und 81

Das NIST sollte die Einsturzursachen der Zwillingstürme und des WTC 7 aufklären und veröffentlichte 2002 einen vorläufigen Untersuchungsbericht mit einem knappen Teil zum WTC 7. 2004 folgte ein Zwischenbericht. 2006 erklärte der Untersuchungsleiter S. Shyam Sunder, dass sich der Abschlussbericht wegen Mangel an Mitarbeitern, Budgetknappheit und schwieriger Verifizierung der anfänglichen Einsturzhypothesen verzögern werde. Am 21. August 2008 legte das NIST den 130-seitigen Abschlussbericht vor. 88 Experten aus verschiedenen Institutionen hatten darin Konstruktionspläne, Zeugenaussagen, Foto- und Videoaufnahmen sowie Computersimulationen ausgewertet.
Beim Einsturz des Nordturms (WTC 1) um 10:28 Uhr am 11. September fielen Trümmerteile auf das 110 Meter entfernt gelegene WTC 7. Erhebliche strukturelle Schäden entstanden an der südwestlich gelegenen Außenseite zwischen dem 7. und 17. Stockwerk. Auf mindestens zehn Stockwerken an der Südwestseite des Gebäudes entstanden Brände, die teilweise durch Materialien im Gebäude genährt wurden. Die zeitweise sichtbaren Feuer auf den Stockwerken 19, 22, 29 und 30 an der südwestlichen Gebäudeecke breiteten sich aber laut NIST nicht aus und versiegten wahrscheinlich, da nach 13:00 Uhr dort keine Feuer mehr beobachtet wurden. Ab der 21. Etage wurden Feuer möglicherweise von der automatischen Sprinkleranlage gelöscht, weil diese von einem eigenen Wassertank auf dem Dach des Gebäudes gespeist wurde. Die Sprinkleranlage für die 20 unteren Stockwerke war dagegen an die Hauptwasserleitung der Stadt New York angeschlossen, die durch die Einstürze der benachbarten Zwillingstürme beschädigt worden war. So konnten sich zeitweise unkontrollierte Brände auf den Stockwerken 7 bis 9 und 11 bis 13 entwickeln. Die anfängliche Vermutung, Dieselkraftstoff aus Tanks im Keller habe zur Hitzeentwicklung und so zum Kollaps beigetragen, erhärtete sich nicht.
Die Brände konnten wegen mehrerer Umstände nicht wirksam bekämpft werden: Das Hausalarmsystem des WTC 7 befand sich seit 6:47 Uhr am Morgen des 11. Septembers 2001 in einem achtstündigen Test- bzw. Wartungsmodus, so dass es alle eingehenden Feuersignale ignorierte oder als Fehlermeldung einstufte. Das zuständige Überwachungsunternehmen registrierte um 10:00 Uhr eine Feuermeldung, konnte aber den genauen Ort des Feuers im Gebäude nicht feststellen. Ferner war der Wasserdruck für Löschversuche wegen stark beschädigter Wasserleitungen und Hydranten zu niedrig. Um 11:30 Uhr wurden die Feuerwehrleute angewiesen, sich aus Sicherheitsgründen vom WTC 7 fernzuhalten. Um 14:30 Uhr ließ die Einsatzleitung der New Yorker Feuerwehr alle Aktivitäten der Rettungsdienste im und um das WTC 7 präventiv einstellen und das Gebäude und seine Umgebung evakuieren. Die Einsatzkräfte sollten keiner Lebensgefahr ausgesetzt werden, falls das WTC 7 einstürzen würde. Beim Kollaps des WTC 7 wurde niemand verletzt.
Die anhaltenden Brände bewirkten, dass sich die vertikalen und horizontalen Stahlträger ausdehnten. Darum sprangen viele horizontale Deckenträger von drei tragenden Pfeilern (Nummer 79, 80 und 81) ab. Pfeiler 79 kam zwischen dem 5. und 14. Stockwerk, Pfeiler 80 zwischen dem 5. und 15. Stockwerk, Pfeiler 81 zwischen dem 7. und 15. Stockwerk frei zu stehen. Infolge der Überlastung knickte zuerst Pfeiler 79, in der folgenden Sekunde knickten auch die Pfeiler 80 und 81 ein.
Äußerlich sichtbar stürzte zuerst das östliche Penthouse auf dem Dach ein, etwa fünf Sekunden später versank das westliche Penthouse in das bereits zusammengestürzte Gebäudeinnere. Dem folgten ein Knick in der mittleren Dachkante und der rasche Einsturz des restlichen Gesamtgebäudes. Dabei zog die Ostseite des Gebäudes, die sich zuerst gewölbt hatte, die Westseite gleichmäßig mit nach unten. Der Einsturz der Nordfassade beschleunigte sich für 2,25 Sekunden Dauer auf ein Tempo des freien Falls und verlangsamte sich wieder, als der obere Teil der Fassade auf schon aufgetürmte Gebäudetrümmer traf.
Demzufolge war laut NIST die durch Feuer bewirkte Wärmeausdehnung die wesentliche Einsturzursache. Bis zum 11. September 2001 hatte es bei Hochhausbränden mit gleichartiger Stahlrahmenkonstruktion und ebenfalls ausgefallener Sprinkleranlage keinen vergleichbaren Fall gegeben. Die von den herabgestürzten Trümmern des WTC 1 verursachten Gebäudeschäden waren für den Einsturz des WTC 7 laut NIST nicht ausschlaggebend. Das Gebäude wäre auch nur durch die Brände eingestürzt. Bei einer vollständig funktionierenden Sprinkleranlage hätten die Brände wahrscheinlich unter Kontrolle gebracht und der Einsturz verhindert werden können.

### Verschwörungstheorien
Seit dem 11. September 2001 wurden Verschwörungsthesen einer kontrollierten Sprengung der Zwillingstürme und des WTC 7 verbreitet. Sie verweisen darauf, dass WTC 7 nicht von Flugzeugen getroffen wurde, und behaupten, das Gebäude sei mit heimlich zuvor darin platzierten Sprengstoffen gesprengt worden.
Der vorläufige NIST-Bericht stellte 2004 fest, dass man keine Anhaltspunkte für Bomben, Raketen oder eine kontrollierte Sprengung des Gebäudes gefunden habe. Der Abschlussbericht führte dies in einem eigenen Abschnitt aus und nannte Belege, die eine Sprengung ausschlossen. Verschiedene Sprengungsexperten haben dies bestätigt. Das NIST-Untersuchungsergebnis wurde in einem Peer-Review nachgeprüft und in einer unabhängigen Fachzeitschrift veröffentlicht.